# Anita Rachvelishvili
Anita Rachvelishvili (Tbilisi, 28 giugno 1984) è un mezzosoprano georgiano.

## Biografia

### Studi
Si diploma al Conservatorio di Stato "V. Sarajishvili" di Tbilisi e durante il liceo si specializza in pianoforte alla scuola di musica "M. Machavariani", e in canto al Conservatorio. Il suo paese le concede la prima borsa di studio nel 2005, la riceve dal presidente della Georgia, Mikheil Saak'ashvili, due anni dopo ne vince un'altra intitolata a Paata Burchuladze, il cantante lirico georgiano - basso - famoso nei teatri lirici del mondo, dal Metropolitan di New York alla Scala di Milano.

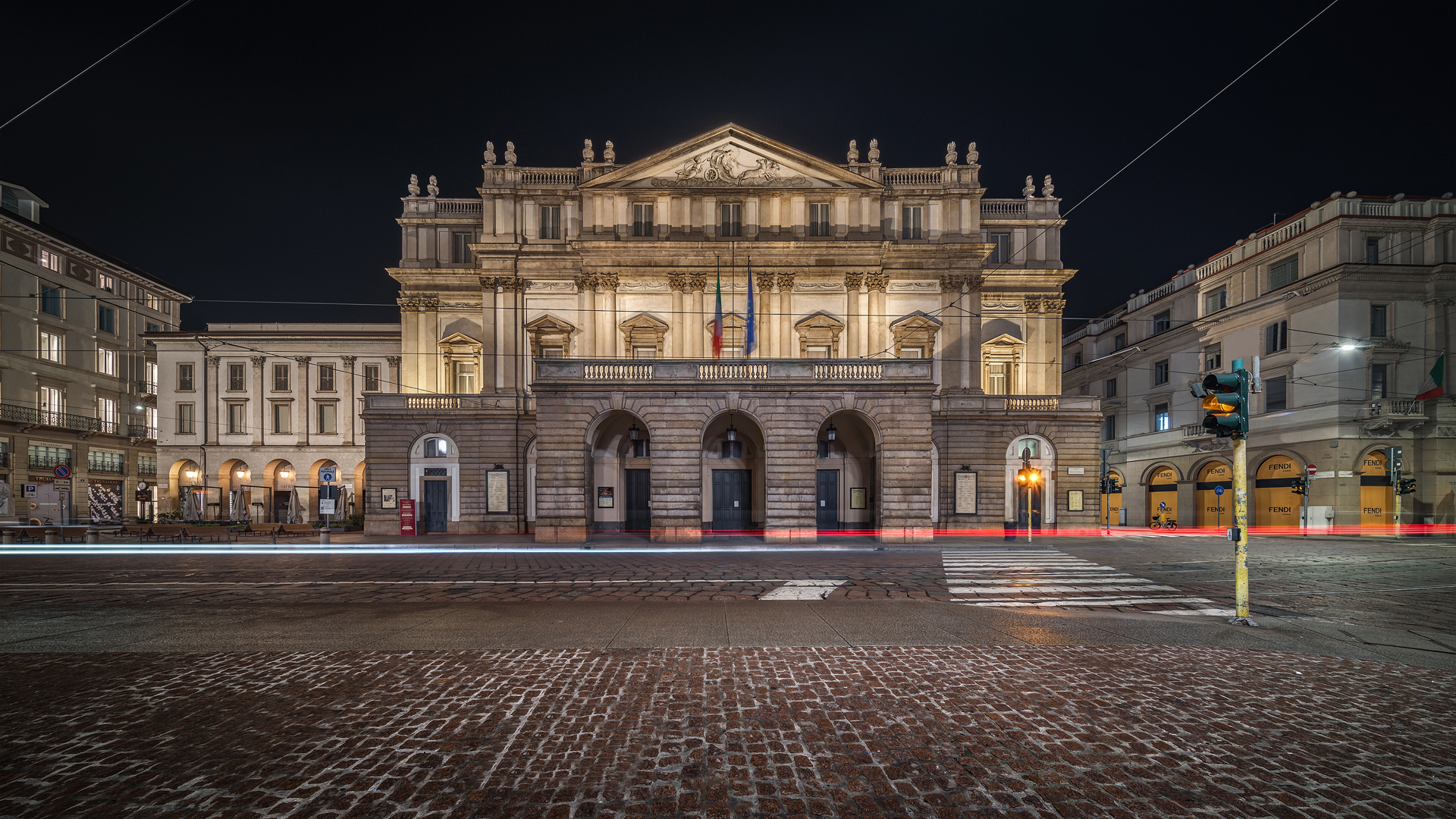
Il Teatro alla Scala, dove Anita Rachvelishvili fece il suo debutto

### Carriera
Anita Rachvelishvili ha ottenuto il diploma all'Accademia della Scala di Milano (avendo prima frequentato il Conservatorio Giuseppe Verdi) ed ha esordito come protagonista nella Carmen di Georges Bizet diretta dal maestro Daniel Barenboim, per la prima della Scala del 2009.
Ha fatto il suo debutto in Nord America per la Canadian Opera Company di Toronto, come Carmen, e successivamente in Germania nello stesso ruolo presso la Staatsoper di Berlino. Interpreta poi al Teatro Massimo di Palermo Fenena nel Nabucco di Giuseppe Verdi sotto la direzione di Arrivabeni e Paolo Saverio Marconi, reinterpreta quindi Carmen nell'estate del 2010 durante la stagione lirica areniana a Verona. Viene invitata a cantare al Metropolitan Opera House, Seattle Opera, Teatro di San Carlo di Napoli e presso la Deutsche Oper di Berlino.
Ritorna pertanto alla Scala per un rilancio di Carmen nell'autunno del 2010 ed anche a cantare il ruolo in tour con la compagnia in Cina e Russia. La Rachvelishvili debutta nei Paesi Bassi nella sua prima performance di Dalila in Samson et Dalila al Concertgebouw di Amsterdam nella primavera del 2011, poi a  Valencia, come Olga in Evgenij Onegin. Canta il Requiem di Verdi a Helsinki e Bergen.

Debutta nel 2013 il ruolo di Amneris in Aida, che affronterà in numerose occasioni sia in Italia (Verona, Milano, Torino, Roma, Napoli) sia all'estero (New York, Orange, Vienna, Tbilisi). Oltre ad Amneris e Carmen, suoi ruoli di riferimento diventano Azucena in Il trovatore e Dalila in Samson et Dalila.

## Repertorio
| Ruolo                   | Titolo                      | Autore           |
| ----------------------- | --------------------------- | ---------------- |
| Carmen                  | Carmen                      | Bizet            |
| Končakovna              | Il principe Igor'           | Borodin          |
| Olga                    | Evgenij Onegin              | Čajkovskij       |
| Principessa di Bouillon | Adriana Lecouvreur          | Cilea            |
| Ježibaba                | Rusalka                     | Dvořák           |
| Orfeo                   | Orfeo ed Euridice           | Gluck            |
| Santuzza                | Cavalleria rusticana        | Mascagni         |
| Werther                 | Werther                     | Massenet         |
| Dulcinée                | Don Quichotte               | Massenet         |
| Cherubino               | Le nozze di Figaro          | Mozart           |
| Seconda corifea         | Assassinio nella cattedrale | Pizzetti         |
| Suora zelatrice         | Suor Angelica               | Puccini          |
| Ljubaša                 | La fidanzata dello zar      | Rimskij-Korsakov |
| Isabella                | L'italiana in Algeri        | Rossini          |
| Dalila                  | Samson et Dalila            | Saint-Saëns      |
| Fenena                  | Nabucco                     | Verdi            |
| Maddalena               | Rigoletto                   | Verdi            |
| Azucena                 | Il trovatore                | Verdi            |
| Principessa Eboli       | Don Carlo                   | Verdi            |
| Amneris                 | Aida                        | Verdi            |